# 블러디 발렌타인
《블러디 발렌타인》(영어: My Bloody Valentine 3D)은 미국에서 제작된 패트릭 루시에이 감독의 2009년 슬래셔 영화이다. 1981년작 동명 영화 《피의 발렌타인》 리메이크 작품이다. 젠슨 애클스, 제이미 킹, 커 스미스 등이 출연하였고, 잭 머리 등이 제작에 참여하였다.

## 출연
- 젠슨 애클스 - 톰 해니거 역
- 제이미 킹 - 세라 머서파머 역
- 커 스미스 - 보안관 액설 파머 역
- 벳시 루 - 아이린 역
- 메건 분 - 메건 역
- 에디 거세기 - 보안관보 마틴 역
- 톰 앳킨스 - 보안관 짐 버크 역
- 케빈 타이 - 벤 폴리 역

## 기타 제작진
- 라인 제작: 조너선 매코이
- 배역: 낸시 네이어
- 미술: 잭 그로블러
- 세트: 모린 L. 스칼라타
- 의상: 리앤 래더카

## 속편 관련
각본을 쓴 토드 파머는 2020년 3월 블러디 디스거스팅과 가진 인터뷰에서 본 영화 개봉 2주 전 자신과 감독 패트릭 루시에이가 함께 라이언스게이트 임원진에게 속편 제작을 제안했으나 개봉 후 영화가 엇갈린 평을 받으면서 제작사가 속편 제작에 흥미를 잃었다고 밝혔다.